# Duncan Campbell Scott
Duncan Campbell Scott (Ottawa, 2 agosto 1862 – Ottawa, 19 dicembre 1947) è stato uno scrittore canadese.
Nei suoi versi spiccano varie sperimentazioni e polarità; pubblicò otto raccolte, tra cui La casa magica (1893) e Ballate e liriche del Nuovo Mondo (1905).